# María Aurora Flórez Rodríguez
María Aurora Flórez Rodríguez (Trobajo del Camí, León; 20 de setembre de 1974) és una professora i política espanyola, diputada pel PSOE al Congrés durant la XI i XII legislatura.

## Biografia
Llicenciada en Filologia Anglesa per la Universitat de Lleó, és funcionària de carrera del cos de professors d'ensenyament secundari. Va viure diversos anys a l'estranger, on va treballar com a professora d'espanyol per a estrangers i com a personal laboral del MECD en l'ambaixada d'Espanya a Ottawa, i exerceix com a professora d'anglès en la Comunitat de Madrid. El desembre de 2015 va ser triada diputada per Lleó al Congrés, sent reelegida en 2016.